# Oedenburg (Elsass)
Die Oedenburg (französisch: Château de l’Œdenbourg, auch Petit-Kœnigsbourg oder Klein-Königsburg) ist eine wenige hundert Meter westlich der Hohkönigsburg gelegene Ruine einer Höhenburg im elsässischen Orschwiller (Département Bas-Rhin) und bildet mit ihr gemeinsam eine Burgengruppe.
Als Anhang der Hohkönigsburg dürfte sie bereits zeitnah im 12. Jahrhundert als einfache Turmburg erbaut worden sein. In einer Urkunde von 1174 ist von zwei Türmen auf dem Staufenberg die Rede. In der Zeit des Interregnum wurde sie um 1267 durch die Herren von Rathsamhausen ausgebaut. 1398 wird sie als teil an der purg zu Kungesperc genannt und bereits 1417 als öden burg zu Kunsberg bezeichnet, also als verlassene Burg.
Mauerreste haben sich im Wesentlichen nur von der spätstauferzeitlichen Anlage in Buckelquadern mit östlicher, leicht geknickter Schildmauer gegen die Hohkönigsburg und angrenzendem, längsrechteckigem Palas mit gotischen Fensteröffnungen erhalten. Westlich, an höchster Stelle des Felsens, befindet sich der Stumpf des vermutlich älteren quadratischen Bergfrieds von wohnturmartigen Ausmaßen. Westlich und östlich sind mehrere Gräben und Wälle vorgelagert, womit die Anlage in den Ausmaßen ihrer berühmten Nachbarin in nichts nachsteht.